# Heino Hansen
Arvo Heino Raudanma Hansen (ur. 24 września 1947 w Gørlev) – duński piłkarz występujący na pozycji pomocnika.

## Kariera klubowa
Hansen karierę rozpoczynał w zespole Svallerup. Następnie grał w drużynach Ubby oraz Kalundborg. W 1972 roku przeszedł do drugoligowego Slagelse B&I. W sezonie 1973 awansował z nim do pierwszej ligi.
W 1974 roku Hansen przeszedł do niemieckiego FC St. Pauli, grającego w 2. Bundeslidze Nord. Zadebiutował tam 3 sierpnia 1974 w przegranym 1:3 meczu z SG Wattenscheid 09. W St. Pauli Hansen występował tam przez dwa sezony. W 1976 roku na krótko wrócił do Slagelse.
W trakcie sezonu 1976/1977 2. Bundesligi, Hansen dołączył do Preußen Münster. W jego barwach zadebiutował 30 października 1976 w przegranym 0:4 spotkaniu z FC St. Pauli. W Preußen spędził dwa sezony, a potem wrócił do Slagelse. Następnie występował w Næstved IF, z którym w sezonie 1980 wywalczył wicemistrzostwo Danii. W latach 1983–1985 po raz kolejny grał w Slagelse, występującym już w trzeciej lidze. W 1985 roku zakończył karierę.

## Kariera reprezentacyjna
W reprezentacji Danii Hansen zadebiutował 3 lipca 1972 w wygranym 5:2 towarzyskim meczu z Islandią, w którym strzelił także gola. W tym samym roku wziął udział w Letnich Igrzyskach Olimpijskich, zakończonych przez Danię na drugiej rundzie. W latach 1972–1978 w drużynie narodowej rozegrał 29 spotkań i zdobył 5 bramek.